# Армишев, Сергей Николаевич
Серге́й Никола́евич А́рмишев (род. 29 апреля 1976, Пермь) — российский футболист, вратарь, игрок сборной России на молодёжном чемпионате Европы 1998 года.

## Игровая карьера
Начал серьёзно заниматься футболом в 10 лет в Закамске у Анатолия Васильева. В детстве предпочитал играть в нападении, впервые в роли вратаря оказался случайно, из-за шутки товарища, рассказавшего тренеру о его мнимой отличной игре в воротах. Со временем, однако, освоился в амплуа вратаря, в 1990 году, в 14 лет, с молодёжной командой «Заря» став финалистом всесоюзных соревнований «Кожаный мяч», где был признан лучшим вратарём турнира.
После распада СССР играл в чемпионате Пермской области за любительскую команду «Спутник». В 1993 году пермская команда мастеров «Звезда», искавшая нового вратаря вместо завершившего карьеру Сергея Оборина, пригласила Армишева на пробы, после чего он был утверждён как дублёр основного вратаря Сергея Крюкова. В 17 лет провёл в составе«Звезды» первый матч в профессиональном футболе (Первая лига ПФЛ). К концу сезона 1993 года стал основным вратарём команды. Оставался с клубом и после перехода в более низкий дивизион вплоть до расформирования в 1995 году. После этого перешёл в екатеринбургский «Уралмаш», выступавший в Высшей лиге и Кубке Интертото. Дебютировал в составе нового клуба в Москве против «Торпедо», в первой же игре отразил пенальти, позволив своей команде сыграть вничью. По ходу сезона получил приглашение в молодёжную сборную России, в которой провёл три года, включая участие в чемпионате Европы 1998 года.
Со вхождением в призывной возраст был направлен в московский ЦСКА. В основном составе этого клуба, однако, вратарь не закрепился и был отдан в аренду «Уралану». Из Элисты через год перебрался в Махачкалу, где местный «Анжи» в 1999 году, в первый же сезон с участием Армишева, впервые обеспечил себе выход в Высшую лигу. В общей сложности провёл с «Анжи» 5 сезонов, сначала заняв четвёртое место в чемпионате, пробившись в финал Кубка России и в Кубок УЕФА, а позже снова вылетев в Первую лигу. Сам вратарь клубом был недоволен, но других предложений не получал, а кроме того, страдал от частых травм.
В 2005 году вернулся в Екатеринбург, главный клуб которого к этому времени носил название «Урал». Поначалу был вторым вратарём команды после Александра Малышева, но уже во втором сезоне делил поровну место в воротах с Ярославом Ткочем. За «Урал» продолжал выступать до конца игровой карьеры в 2010 году, в общей сложности, включая сезон 1996 года, провёл за этот клуб 130 игр и пропустил 112 голов.

## Достижения
Командные:
- Победитель Первого дивизиона первенства России 1999.
- Финалист Кубка России: 2000/01.
- Бронзовый призёр Первого дивизиона первенства России 2006.
- Полуфиналист Кубка России: 2007/08.

Личные:
- Лучший вратарь Первого дивизиона ПФЛ-2006.
- Мастер спорта России.